# Partit de la Gent
El Partit de la Gent (en espanyol, Partido de la Gente) és un partit polític de l'Uruguai. Va ser fundat el 2016 per l'empresari i polític Edgardo Novick.

## Història
El Partit de la Gent va néixer al 2016 després de l'experiència del Partit de la Concertació, que pretenia aglutinar votants dels partits tradicionals, com el Partit Colorado i el Nacional, per a les eleccions departamentals i municipals a Montevideo al 2015. Així, amb antics membres de la Concertació, Novick va crear el Partit de la Gent el 4 de novembre a l'Hotel Radisson de Montevideo, i va fer-ho públic el 7 de novembre en un acte de presentació, registrant-lo oficialment al finalitzar el mateix.
Al 2019 va participar en les primeres eleccions legislatives amb la fórmula Edgardo Novick - Daniel Peña, obtenint el segon l'acta de diputat per Montevideo. A les eleccions presidencials del mateix any, van donar suport al President Luis Alberto Lacalle Pou.
Més recentment, al 2022, la Cort Electoral va considerar que el partit no té autoritats vàlides, fruit de la divisió interna entre la facció representada per Novick i per la de Daniel Peña. Amb la retirada del primer, Daniel esdevindria nou líder del partit, tot i la posterior sortida del sector de Novick, representat llavors per Pablo Paiva, que proposaria la creació de Liberals per la Gent.

## Resultats electorals

### Eleccions presidencials
| Any  | Candidat       | Vots     | %        | Votes    | %        | Resultat |
| Any  | Candidat       | 1a volta | 1a volta | 2a volta | 2a volta | Resultat |
| ---- | -------------- | -------- | -------- | -------- | -------- | -------- |
| 2019 | Edgardo Novick | 26,313   | 1.12%    | -        | -        | Derrota  |

### Eleccions legislatives
| Any  | Vots   | %     | Diputats | +/- | Pos. | Senadors | +/- | Govern   |
| ---- | ------ | ----- | -------- | --- | ---- | -------- | --- | -------- |
| 2019 | 26,313 | 1.12% | 1 / 99   | 1   | 6è   | 0 / 30   | =   | Coalició |